# Kingsley Ben-Adir
Kingsley Ben-Adir (Londra, 20 novembre 1986) è un attore britannico.

## Biografia
Nato a Londra da padre inglese e madre trinidadiana, ha frequentato la William Ellis School e si è laureato nel 2011 alla Guildhall School of Music and Drama.

## Filmografia

### Attore

#### Cinema
- City Slacker, regia di James Larkin (2012)
- World War Z, regia di Marc Forster (2013)
- Codice criminale (Trespass Against Us), regia di Adam Smith (2016)
- King Arthur - Il potere della spada (King Arthur: Legend of the Sword), regia di Guy Ritchie (2017)
- L'uomo sul treno - The Commuter (The Commuter), regia di Jaume Collet-Serra (2018)
- Noelle, regia di Marc Lawrence (2019)
- Quella notte a Miami... (One Night in Miami...), regia di Regina King (2020)
- Barbie, regia di Greta Gerwig (2023)
- Bob Marley - One Love, regia di Reinaldo Marcus Green (2024)

#### Televisione
- Miss Marple (Agatha Christie's Marple) - serie TV, episodio 6x01 (2013)
- L'ispettore Barnaby (Midsomer Murders) - serie TV, episodio 18x05 (2016)
- Ordinary Lies - serie TV, episodio 2x06 (2016)
- Delitti in Paradiso (Death in Paradise) - serie TV, episodio 6x03 (2017)
- Diana and I - film TV, regia di Peter Cattaneo (2017)
- Vera - serie TV, 16 episodi (2014-2018)
- Deep State - serie TV, 4 episodi (2018)
- The OA - serie TV, 6 episodi (2019)
- Peaky Blinders - serie TV, 5 episodi (2017-2019)
- High Fidelity - serie TV, 7 episodi (2020)
- Love Life - serie TV, episodio 1x10 (2020)
- Sfida al presidente - The Comey Rule (The Comey Rule) - miniserie TV, 2 episodi (2020)
- Soulmates - serie TV, episodio 1x01 (2020)
- Secret Invasion - miniserie TV (2023)

#### Cortometraggi
- Eye of the Vulture, regia di Willem Gerritsen (2014)
- Monster, regia di Eelyn Lee (2015)

### Doppiatore
- Guitar Hero Live (2015) - videogioco

## Teatrografia

### Attore
- The Riots, di Gillian Slovo. Kiln Theatre di Londra (2011)
- Sogno di una notte di mezza estate (A Midsummer Night's Dream), di William Shakespeare. Regent's Park Open Air Theatre di Londra (2012)
- Molto rumore per nulla (Much Ado About Nothing), di William Shakespeare. Old Vic di Londra (2013)
- God's Property. Soho Theatre di Londra (2013)
- We Are Proud to Present a Presentation About the Herero of Namibia, Formerly Known as Southwest Africa, From the German Sudwestafrika, Between the Years 1884–1915, di Jackie Sibblies Drury. Bush Theatre di Londra (2014)
- La gatta sul tetto che scotta di Tennessee Williams, regia di Rebecca Frecknall. Almeida Theatre di Londra (2024)

## Riconoscimenti
- Black Reel Awards
  - 2021 – Candidatura per il miglior attore per Quella notte a Miami...
  - 2021 – Candidatura per il miglior attore rivelazione per Quella notte a Miami...
- British Academy Film Awards[3]
  - 2021 – Candidatura per la miglior stella emergente
- Chicago Film Critics Association Awards[4]
  - 2020 – Candidatura per la migliore performance rivelazione per Quella notte a Miami...
- Georgia Film Critics Association
  - 2021 – Candidatura per la miglior rivelazione per Quella notte a Miami...
- Festival di Cannes
  - Trophée Chopard per la rivelazione maschile
- Gotham Independent Film Awards[5]
  - 2020 – Miglior interprete rivelazione per Quella notte a Miami...
- Satellite Award[6]
  - 2021 – Candidatura per il miglior attore non protagonista per Quella notte a Miami...

## Doppiatori italiani
Nelle versioni in italiano delle opere in cui ha recitato, Kingsley Ben-Adir è stato doppiato da:
- Emanuele Ruzza in Miss Marple, Vera, Love Life, Barbie
- Simone Crisari in Codice criminale, Noelle
- Jacopo Venturiero in Quella notte a Miami..., Sfida al presidente - The Comey Rule
- Guido Di Naccio in Peaky Blinders
- Daniele Raffaeli in The OA
- Marco Giansante in King Arthur - Il potere della spada
- David Vivanti in L'uomo sul treno - The Commuter
- Andrea Mete in Deep State
- Stefano Crescentini in High Fidelity
- Diego Gallo in Secret Invasion
- Alberto Boubakar Malanchino in Bob Marley - One Love